# 蒙次合金
蒙次合金（英語：Muntz metal）是一种黄铜合金，由大概60%的铜。40%的锌和微量的铁组成。这种合金必须经过热加工，目前用于制造耐腐蚀的机器零件。
它最初的应用是作为船底铜护套的替代品，因为它的价格只有纯铜的大约三分之二，但防污能力与纯铜接近。